# Impatiens luteola
Impatiens luteola är en balsaminväxtart som beskrevs av Tardieu. Impatiens luteola ingår i släktet balsaminer, och familjen balsaminväxter. Inga underarter finns listade i Catalogue of Life.